# S Cawaii!
『S Cawaii!』（エスカワイイ） は、イマジカインフォスが発行し、主婦の友社が発売しているギャル系ファッション雑誌。毎月7日発売。Sカワ、エスカワなどと略される。

## 概要
『Cawaii!』（休刊）のお姉さん版として2000年9月創刊。創刊当初は森本容子が表紙を飾り、記事にも登場した。
女子高生を卒業した20歳前後の女性がターゲット。「大人ギャル系」に分類され、比較的メイク関連の情報を優先する傾向にある。なお、主婦の友社では、同年代向けにジャンルの異なる『mina』・『Ray』を発売している。
2014年には読者の投票でカバーガール総選挙を実施。上位3名の藤後夏子・根本弥生・鈴木あやが同年8月号（7月7日発売）の表紙を飾った。

## 登場モデル
多くの人気モデルが活躍している。登場モデルはS Modelsと呼ばれ、現在『CLASSY.』などで活躍中の大桑マイミも元S Modelであった。
- 根本弥生
- 鈴木あや
- 藤後夏子
- 谷川りさこ
- 細井宏美
- 間宮梨花
- 菜香
- 林さくら
- 遠藤千夏
- Riena
- 堀舞紀
- 本谷紗己
- 吉木千沙都
- 上西怜（元NMB48）
- 音嶋莉沙（=LOVE）
- 川端結愛
- 中山莉子（私立恵比寿中学）

元S Cawaii!モデル
- 上原歩
- 大桑マイミ
- 佐藤幸子
- 角田直子
- 待寺マリア
- 砂守かずら
- 硯舞
- 山崎里沙
- ソフィアグリーンウッド
- 池田恵
- 吉田セイラ
- 平恵理
- カオリミクリヤ
- 井上乃帆(改名前：井上奈保)
- 福永優
- 菅原禄弥
- 星野加奈
- アリメ
- 道端アンジェリカ
- 松本アキ
- 近藤千尋

## 発行部数
|        | 1〜3月     | 4〜6月     | 7〜9月     | 10〜12月   |
| ------ | ---------- | ---------- | ---------- | ---------- |
| 2008年 |            | 209,633 部 | 213,034 部 | 206,834 部 |
| 2009年 | 220,000 部 | 215,267 部 | 213,000 部 | 208,700 部 |
| 2010年 | 216,700 部 | 202,467 部 | 194,034 部 | 187,667 部 |
| 2011年 | 190,900 部 | 158,800 部 | 138,634 部 | 136,634 部 |
| 2012年 | 113,900 部 | 105,434 部 | 104,467 部 | 103,534 部 |
| 2013年 | 104,834 部 | 110,500 部 | 102,950 部 | 85,534 部  |
| 2014年 | 76,034 部  | 82,867 部  | 75,500 部  | 75,100 部  |
| 2015年 | 81,200 部  | 79,534 部  | 74,167 部  | 65,167 部  |
| 2016年 | 66,200 部  | 67,800 部  | 67,600 部  | 68,033 部  |
| 2017年 | 68,100 部  | 63,567 部  | 57,267 部  |            |